# Lluís García-Ruiz i Guasp

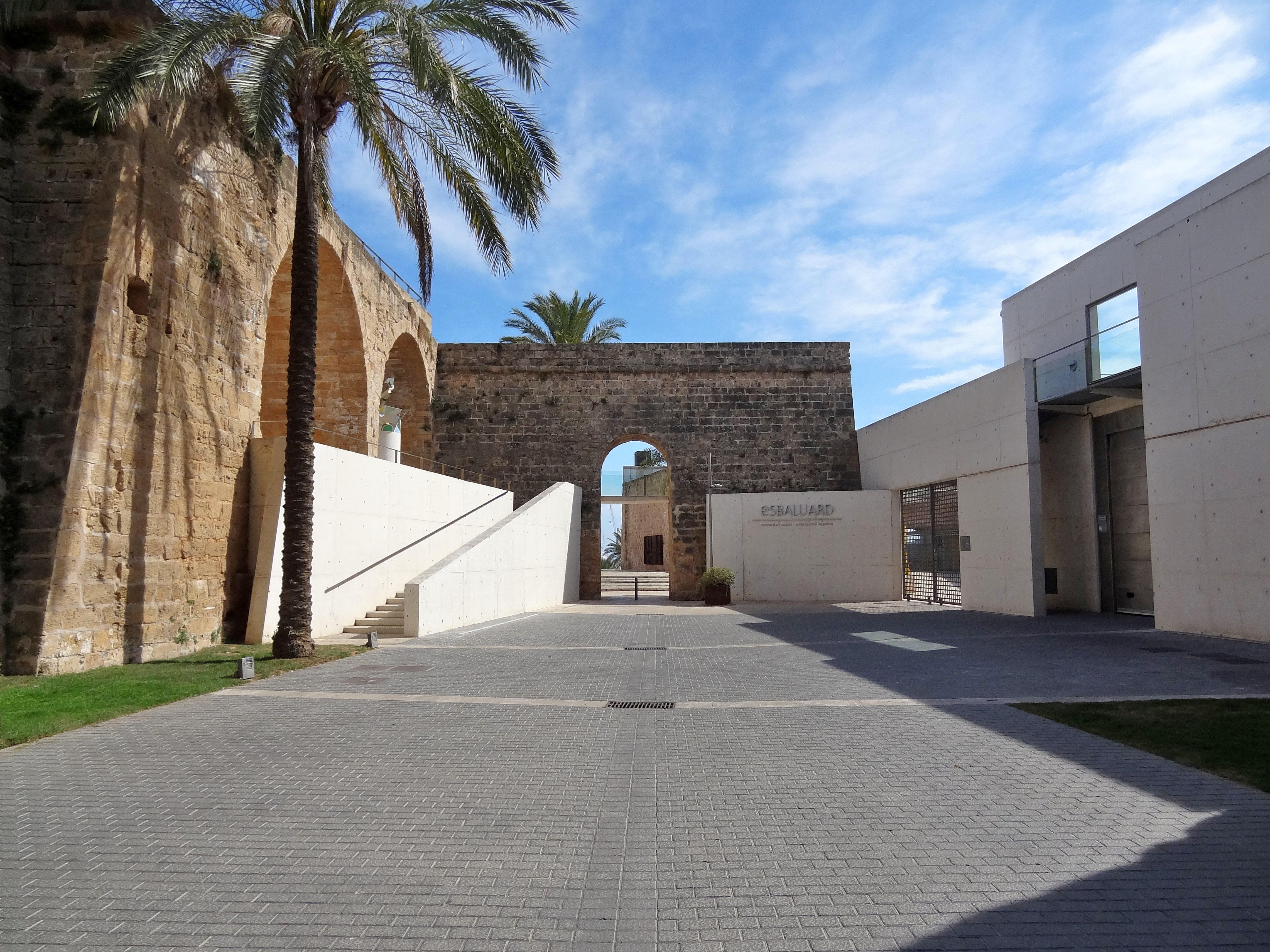
Museu d'Es Baluard.

Lluís García-Ruiz i Guasp (Palma, 1946) és un arquitecte mallorquí, fill del també arquitecte Antoni García-Ruiz i Rosselló. La seva obra s'inclou dins el corrent racionalista, amb la utilització d'una distribució de l'espai de caràcter renovador.
Treballa sempre en equip amb el seu germà Jaume (Palma 1948), titulat (1972) per l'Escola Tècnica Superior d'Arquitectura de Barcelona. Ha sigut arquitecte municipal de l'Ajuntament de Sóller (1980-91), on dissenyà el pla general urbanístic de la vila. Projectà la remodelació del Casal Solleric (1988), la reforma de l'edifici del número 7 del carrer de Sant Jaume i de Can Torrella (1990), al número 17 del mateix carrer, i la rehabilitació integral dels patis de Palma (1989). Realitzà el projecte del Museu d'Art Modern i Contemporani de Palma (Es Baluard) i les rehabilitacions de la seu del Parlament de les Illes Balears i del Col·legi d'Advocats, entre d'altres.
Ha obtengut els premis de Rehabilitació, concedits pel Patronat Municipal de l'Habitatge, per l'edifici situat a la cantonada dels carrers del Palau Reial i de Sant Sebastià (1984) i pel Centre de Cultura Sa Nostra (1990), en col·laboració amb Jaume García-Ruiz Guasp i Josep García-Ruiz Serra. Com a membre del departament d'exposicions del Col·legi Oficial d'Arquitectes de les Illes Balears, ha treballat en el muntatge de mostres al Palau Solleric i a la Llotja de Palma. El 2001, fou nomenat acadèmic numerari de la Reial Acadèmia de Belles Arts de Sant Sebastià, de Palma.

## Cas Palma Arena
Els germans García-Ruiz foren imputats en el Cas Palma Arena. Davant el jutge José Castro, declararen que el seu treball en el velòdrom fou un encàrrec personal del llavors president del Govern de les Illes Balears, Jaume Matas. Així mateix, els tècnics reconegueren que el contracte de 8,5 milions d'euros fou "atípic". El jutge acordà una fiança de responsabilitat civil d'1 200 000 euros. Els arquitectes estarien implicats en una suposada defraudació a la Hisenda Pública. Ells negaren rotundament haver abonat comissions.